# 大江戶線

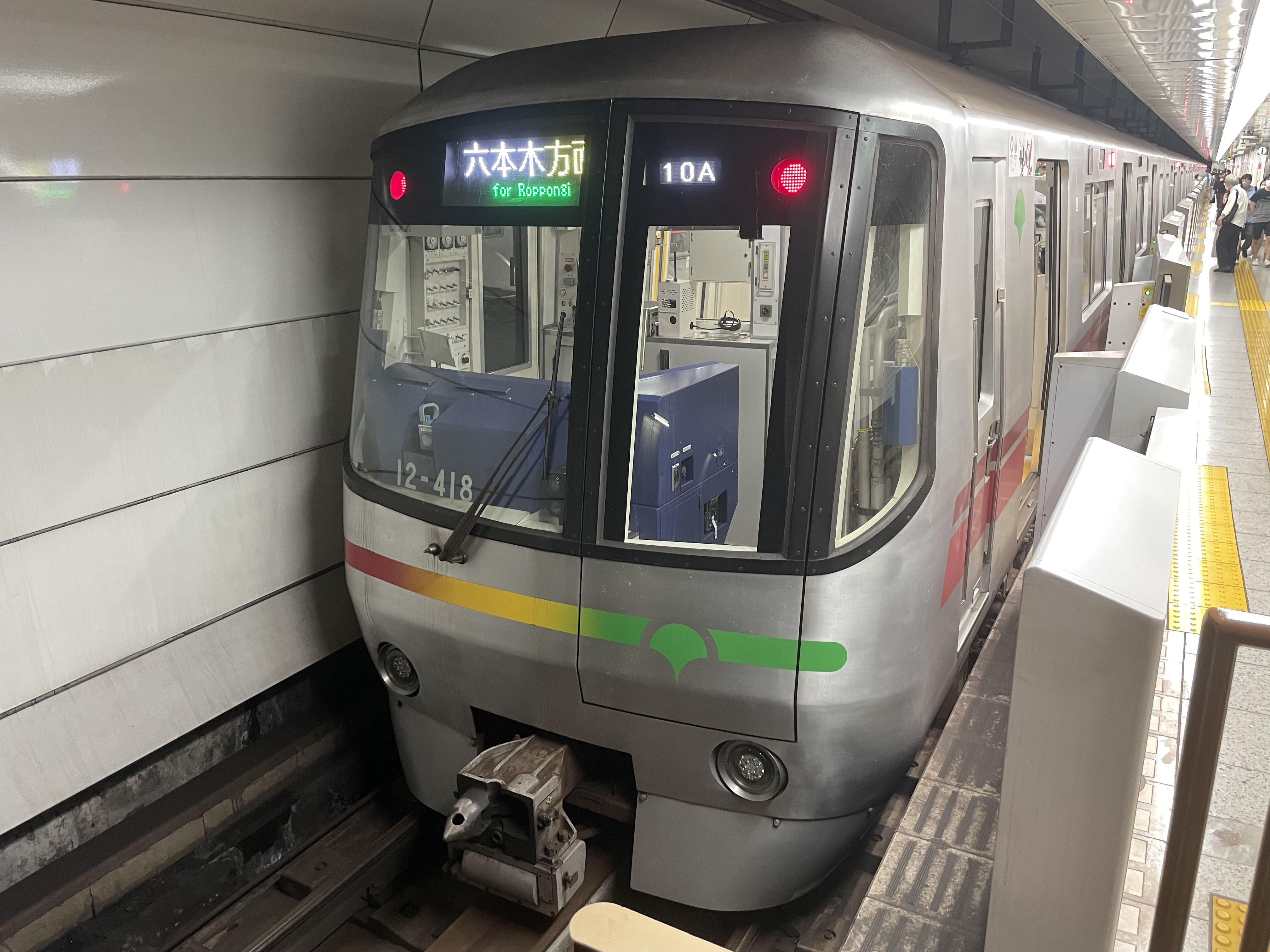
12-000型電聯車

大江戶線（日语：／ Ōedo sen */?）是日本東京都交通局營運的鐵路線（都營地下鐵）之一，鐵道要覽記載為「12號線大江戶線」，多被稱為「都營大江戶線」。其名來自東京的古稱江戶的雅名「大江戶」。車體、路線圖與轉乘資訊使用的路線顏色為「洋紅色」，路線記號為E。採用鐵輪式、線型馬達推進，是東京各地下鐵路線中唯一採用此規格者，也是日本第二條採用線型馬達推進的地下鐵（僅次於長堀鶴見綠地線）。
該線由連結東京都練馬區光丘站與新宿區新宿站的放射部、以及從新宿站起逆時針至新宿區都廳前站的環狀部組成。形式上可歸為環線，但不同於同樣位於東京的山手線採「無限循環型」運行，該線是以「6字形」運行，因此起點為都廳前、終點為光丘。

## 路線資料
- 路線距離（營業距離）：全長40.7公里
  - 光丘－新宿段（放射部）12.9公里
  - 新宿－都廳前段（環狀部）27.8公里
- 軌距：1435毫米
- 站數：38個（包括起終點站。都廳前站只計算為1站。是日本所有地下鐵路線當中站數最多的路線）
- 複線路段：全線
- 電氣化路段：全線（直流1500V、高架電纜、線性馬達）
- 閉塞方式：車內信號閉塞式
- 列車無線（日语：列車無線）方式：空間波無線（SR）方式
  - 使用同軸電纜（LCX）
- 最高速度：70公里/小時
- 表定速度（日语：表定速度）：內環29.0公里/小時、外環29.2公里/小時
- 全線所要時間：內環84分15秒、外環83分30秒
- 車輛基地：木場車輛檢修場（日语：木場車両検修場）（木場車庫、高松車庫）

## 簡介
大江戶線是東京第一條列車以線性馬達推進的地下鐵路線，這種系統稱為「Linear Metro」。隧道斷面及車輛高度、寬度較一般地下鐵小為其特點。原本想要藉由量體上的縮減降低興建成本，但線性感應馬達技術本身成本頗高，加上路線深入地下，六本木站內圈月台（大門、兩國方向）更深達地下42.3公尺；而且必須興建三條過河隧道，反而使得興建費用大幅增加，票價也因此比其他地下鐵路線略貴。
大江戶線同時也是目前東京的地下鐵路線中，唯一有環狀部分的路線，將原本略呈放射狀的其他地下鐵路線加以連結，因此有「地下山手線」之稱。大江戶線放射段於1997年全部通車（包括屬於環狀段的新宿站），環狀段除汐留站外，皆於2000年12月12日通車（汐留站於2002年啟用）。

### 運轉方式
與一般環狀路線不同的是：大江戶線除了環狀段路線（都廳前站－飯田橋站－兩國站－六本木站－都廳前站）外，還有一段放射狀路線（光丘站－都廳前站），因此形成兩種運行方向互相相反的「6」字形運轉方式：
- 光丘站 → 都廳前站 → 六本木站 → 兩國站 → 飯田橋站 → 都廳前站

（於都廳前站迴車）
- 都廳前站 → 飯田橋站 → 兩國站 → 六本木站 → 都廳前站 → 光丘站

### 路線命名過程
1999年東京都交通局曾經為當時仍稱為「都營12號線」的大江戶線，舉辦路線徵名活動。後來經民眾票選產生「東京環狀線」這個名稱，還仿照新交通系統「百合鷗號」（ゆりかもめ）的名稱，取了一個「夢之鼴鼠」（ゆめもぐら）的暱稱。但時任東京都知事石原慎太郎認為12號線並非如山手線般單純以環狀方式運轉，取名「環狀線」容易造成誤解，提議取名為「大江戶線」（因為路線經過許多東京的「下町」地區），之後也就以此作為路線的名稱。

## 歷史

### 年表
- 1972年（昭和47年）
  - 3月1日：都市交通審議會的答申第15號進行答申。
  - 10月24日：西新宿（現·都廳前）－高松町（現·光丘）間全線申請地方鐵道敷設免許。
- 1974年（昭和49年）8月30日：西新宿－高松町間全線取得地方鐵道敷設免許。
- 1985年（昭和60年）7月：運輸政策審議會答申第7號（日语：運輸政策審議会答申第7号）整備計劃路線。
- 1986年（昭和61年）
  - 4月18日：本路線用的試作車12-000型落成。該車搬入馬込檢車場（當時），進行各種試驗。
  - 6月1日：光丘－練馬間的建設工程開工。
  - 6月30日：本路線的路線顏色定為洋紅色。
- 1988年（昭和63年）
  - 5月6日：使用12-000型試作車的鐵輪支持式直線電機方式開始試驗。同年10月末實施。
  - 7月28日：建設環狀部的第三部門、東京都地下鐵建設（日语：東京都地下鉄建設）（株）。
  - 12月21日：決定採用鐵輪支持式直線電機方式。
- 1989年（平成元年）
  - 3月30日：東京都地下鐵建設申請新宿－新宿西口間的第3種鐵道事業免許。
  - 5月31日：東京都地下鐵建設取得新宿－新宿西口間的第3種鐵道事業免許。
- 1990年（平成2年）
  - 8月1日：新宿－練馬間的建設工程開工。
  - 9月17日：光丘檢修所（當時）開始搬入12-000型量產車。
  - 12月1日：伴隨光丘－練馬間本線試運行，舉行締結式與入線式。
- 1991年（平成3年）
  - 12月10日：都營12號線光丘－練馬間開業[5][6]。
  - 12月31日：大晦日→元日開始通宵運行（日语：終夜運転）。都營地下鐵其他3條路線都在一段時間中止，大江戶線則是由開業當初每年進行。
- 1992年（平成4年）2月1日：東京都交通局的第三部門東京都地下鐵建設（株）開始建設環狀部。
- 1997年（平成9年）
  - 3月17日：建伸至新宿開業用的稍作修改的12-000型3次車開始搬入。
  - 5月25日：12-000型3次車開始營業運行。至此所有列車8節編組化。
  - 6月17日：練馬－新宿間在中野坂上站舉行軌道締結式。
  - 12月19日：練馬－新宿間開業[6][7]。
- 1999年（平成11年）
  - 2月22日：木場車輛檢修場開始搬入12-000型4次車。以後，直至2000年2月17日進行約1年。
  - 9月2日：新宿－國立競技場間舉行軌道締結式。
  - 12月15日：路線愛稱名決定為「大江戶線」。
- 2000年（平成12年）
  - 1月：國立競技場－都廳前間舉行軌道締結式。
  - 4月20日：新宿－國立競技場間開業[6]。同時路線名改稱大江戶線[6]。
  - 11月30日：興建環狀部設施的東京都地下鐵建設（株）讓渡予東京都交通局。
  - 12月12日：國立競技場－六本木－大門－兩國－飯田橋－都廳前間開通，全線開通[6]。但是汐留站車站周邊再開發中連接道路未開通，開業延遲（作為汐留信號所〈2代〉使用），所有列車通過。全線開業日選在12月12日是因為此路線原名「12號線」。
- 2002年（平成14年）11月2日：汐留信號所（2代）昇格為車站，汐留站開業[6][8]。車內開始廣播廣告[9]。
- 2006年（平成18年）4月1日：汐留聯絡線啟用[6]。E5000型啟用[6]。
- 2007年（平成19年）10月23日：變電設備因故停電，光丘－國立競技場間停運約3小時。練馬－新江古田間電車停頓。
- 2008年（平成20年）4月1日：東京都地下鐵建設讓渡予東京都交通局環狀部（新宿－清澄白河－都廳前）完成，第3種鐵道事業免許失效。全線成為只由東京都交通局第1種鐵道事業免許的路段。
- 2011年（平成23年）
  - 3月11日：受東北地方太平洋沖地震影響，一度全線停運，20時40分全線恢復運行。
  - 4月23日：清澄白河站成為此路線首次啟用月台閘門的車站[10]。
- 2012年（平成24年）3月17日：時刻表改正，日間時間的運行間隔改為6分間隔。
- 2013年（平成25年）4月27日：西新宿五丁目站啟用月台閘門，所有車站的月台閘門整備完成[11]。
- 2014年（平成26年）2月1日：大江戶線此日所有車站更新列車到站廣播。伴隨着此，4條路線也更新列車到站廣播。

## 運行形態
此路線由全線開業起就實施一人控制。為此保安裝置使用ATC裝置，並使用設有列車自動運行機能的ATO裝置。
本路線採用車上監視方式，運轉士列車的顯示屏畫面可監視8節編組137公尺長的月台。列車停止時起監視至列車發車時列車最後部分離開月台為止，運轉士可在月台上監視月台顯示屏畫面，發生列車撞人事故等情況可按動駕駛艙的緊急停車按鈕將列車停下。2013年4月27日所有車站完成設置月台閘門。
雖然看起來像環狀運行，但實際上運行形態與通常的複線路線相同，都廳前站－飯田橋站－兩國站－大門站－六本木站－都廳前站－光丘站間來回運行（6字型運行）。運行方向雖也稱為「內環」「外環」（也顯示定期券的經路），各站的導覽上則以方向稱呼。正式將「內環」稱為A線，「外環」稱為B線。都營地下鐵的A線、B線稱呼的使用只限大江戶線。

車輛側面上部的目的地顯示一例（攝於2008年11月22日）

至2005年末為止內環路段的光丘站 → 都廳前站間稱呼為，新宿站 → 新宿西口間站稱為，外環路段新宿西口站 → 練馬春日町站間稱為，現在內環路段的光丘站 → 築地市場站間改稱為，勝鬨站 → 新宿西口站間稱為，外環路段都廳前站－藏前站間稱為，兩國－練馬春日町間稱為。○○的車站為都廳前、六本木、大門、春日、兩國、飯田橋各站起2站（但是春日站只限大門站－森下站間的內環，都廳前只限大門站－新宿站間的外環）。
為此，各車輛的LED式前面、側面目的地顯示在行走路段變化。
早晚繁忙時段最短每3分鐘1班運行，多數設定
- 都廳前站－飯田橋站－兩國站－清澄白河站間
- 清澄白河站－大門站－六本木站－都廳前站－光丘站間

的區間運行列車。其中多數為方便清澄白河站東側進出木場車庫而設定的列車。清澄白河站以外在汐留站與新御徒町站也設有留置線，練馬站、國立競技場站、赤羽橋站、牛込神樂坂站等車站設有緊急用渡線。因此早上、晚上，
- 都廳前站途經六本木、大門、兩國、飯田橋站往都廳前站（只限早上）
- 汐留站－大門站－六本木站－都廳前站－光丘站間
- 都廳前站－飯田橋站－新御徒町站間
- 光丘站開往都廳前站（只限深夜）

都有少數區間運行列車。
日間基本為全線來回運行，2012年3月17日時刻表改正以後每6分鐘1班運行。此改正前每180分鐘有29班運行（每6分12秒1班）。
另外也有設定全日通過的都廳前站往六本木、大門方向列車轉乘往飯田橋站方向的列車，與飯田橋方向開往都廳前的列車轉乘往光丘列車，以減少轉乘時間。
與其他都營地下鐵路線相同，沿線的煙火大會與國立競技場舉辦足球比賽與演唱會等大規模活動時會設定臨時列車。

## 使用車輛
大江戶線使用以下車輛。開業前的1986年製造了試作車，並在淺草線的馬込檢車場（當時）實行各種試驗（參見前述沿革表）。之後的1990年起製造量產車。
- 12-000型 - 1991年初期開業時使用
- 12-600型 - 2012年2月23日起開始營業運行[12]

大江戶線車輛由2006年4月起在淺草線的馬込車輛檢修場進行檢查、修繕，由於無法在並非使用線性馬達方式的淺草線獨自行駛，故此當需要檢查、修繕時須由E5000型電力機車牽引下將車輛拖至馬込車輛檢修場。為此聯絡線設於汐留站構內至淺草線的新橋站與大門站之間附近。

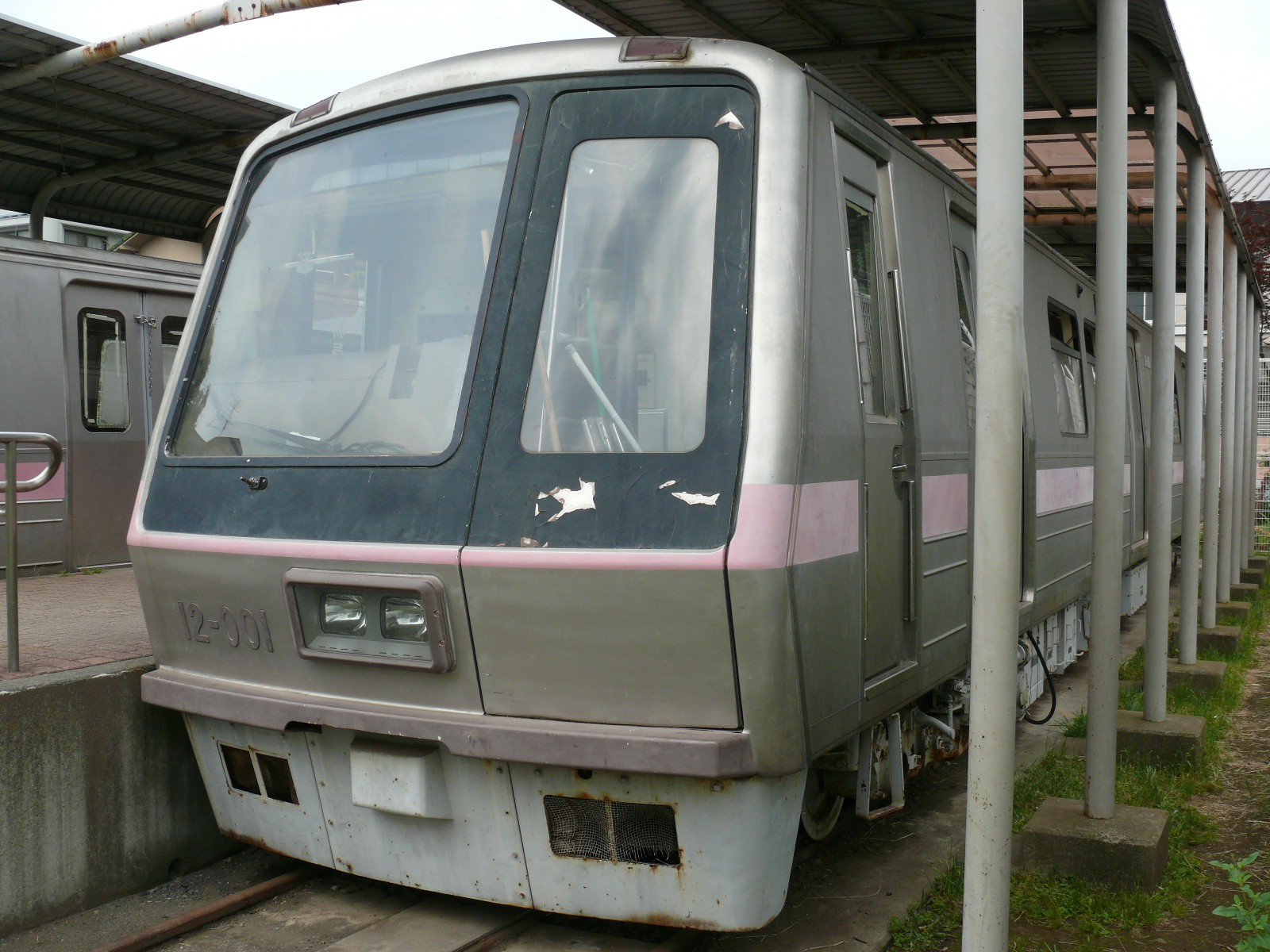
保存於千早花卉公園（日语：千早フラワー公園）的試作車（2008年6月17日）
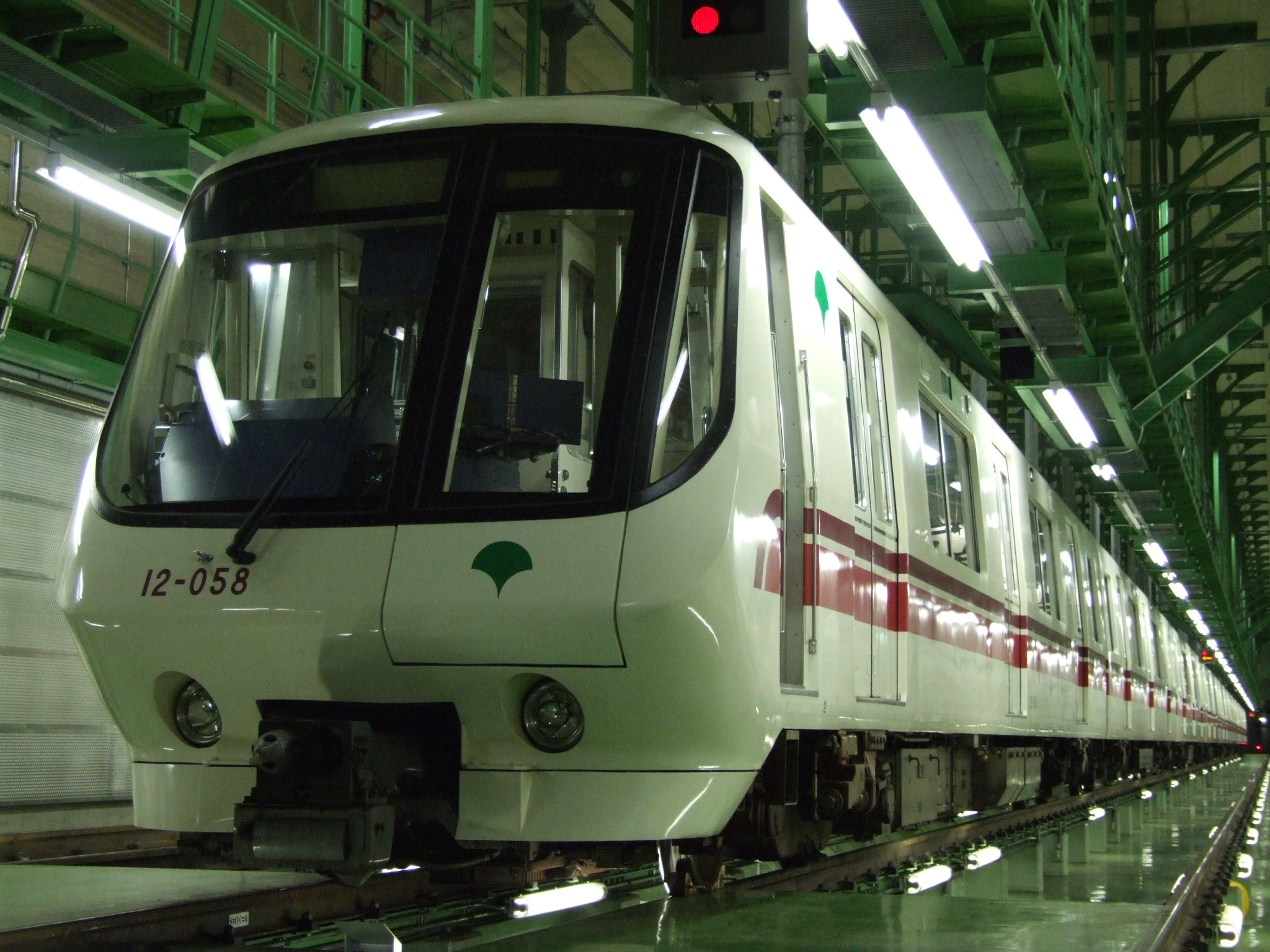
12-000型塗裝車（限定2016年6月停止營業運行[13]）
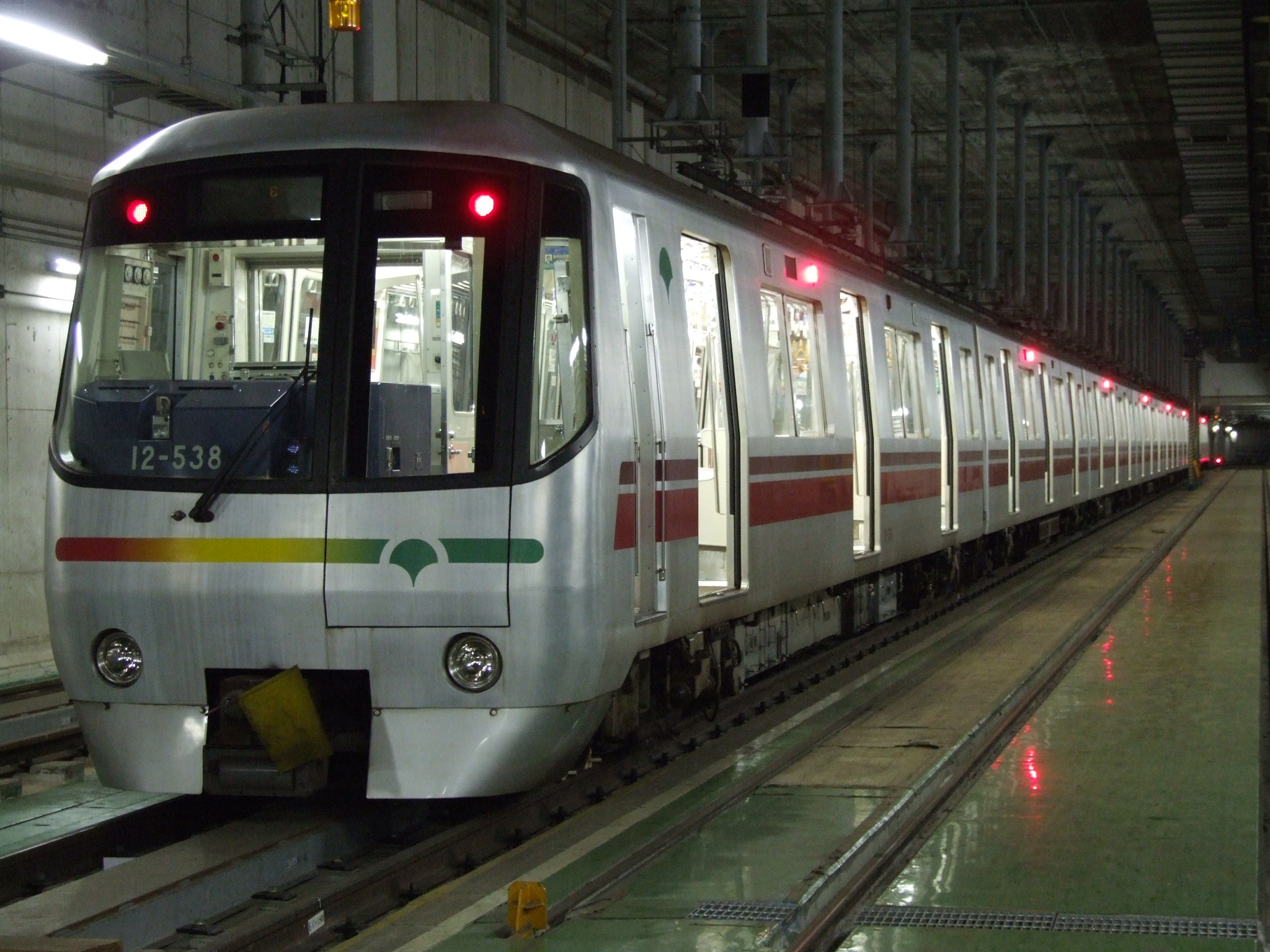
佔大多數的12-000型非塗裝車
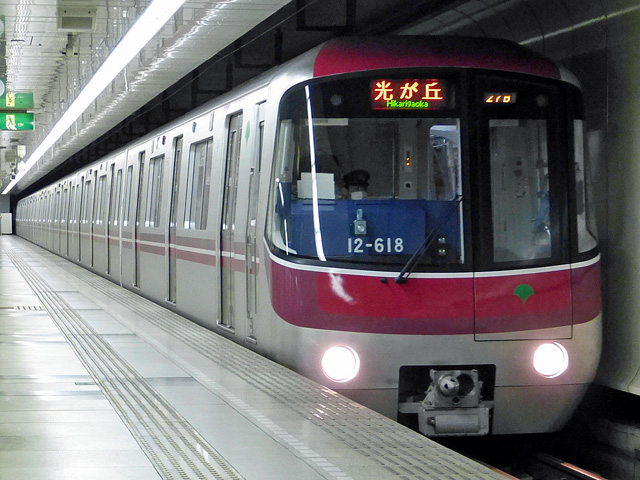
最新銳車輛的12-600型（1次車）

根據2016年2月公佈的《東京都交通局經營計劃2016》，有增設3編組的計劃。據此最大車輛編組數將由現時55編組增加至58編組。

## 利用狀況
2018年度的1日平均輸送人次為97萬6,957人，是都營地下鐵4線當中最多。
2018年度繁忙時段的擁擠率為中井 → 東中野間為159%（輸送力15,600人／輸送人次24,726人）。
開業以後的輸送實績如下表。表中最高值為紅色，最低值為綠色。
| 年度               | 一日平均 輸送人次 | 最擁擠路段（中井 → 東中野間）輸送實績 | 最擁擠路段（中井 → 東中野間）輸送實績 | 最擁擠路段（中井 → 東中野間）輸送實績 | 最擁擠路段（中井 → 東中野間）輸送實績 | 特記事項                                            |
| 年度               | 一日平均 輸送人次 | 運行班次：班                          | 輸送力：人                            | 輸送量：人                            | 擁擠率：%                             | 特記事項                                            |
| ------------------ | ----------------- | ------------------------------------- | ------------------------------------- | ------------------------------------- | ------------------------------------- | --------------------------------------------------- |
| 1991年（平成03年） | 20,001            |                                       |                                       |                                       |                                       | 光丘－練馬間開業年度                                |
| 1992年（平成04年） |                   | 10                                    | 5,800                                 | 2,177                                 | 38                                    | 最擁擠路段為豐島園 → 練馬間                         |
| 1993年（平成05年） |                   | 10                                    | 5,800                                 | 2,475                                 | 43                                    |                                                     |
| 1994年（平成06年） |                   | 10                                    | 5,800                                 | 3,229                                 | 56                                    |                                                     |
| 1995年（平成07年） | 28,827            | 10                                    | 5,800                                 | 3,176                                 | 55                                    |                                                     |
| 1996年（平成08年） |                   | 10                                    | 5,800                                 | 4,011                                 | 69                                    |                                                     |
| 1997年（平成09年） |                   | 11                                    | 8,580                                 | 5,255                                 | 61                                    | 練馬－新宿間開業年度，最擁擠路段變為中井 → 東中野間 |
| 1998年（平成10年） |                   | 11                                    | 8,580                                 | 10,336                                | 120                                   |                                                     |
| 1999年（平成11年） |                   |                                       |                                       |                                       | 130                                   |                                                     |
| 2000年（平成12年） | 219,358           |                                       |                                       |                                       |                                       | 全線開業年度                                        |
| 2001年（平成13年） |                   | 14                                    |                                       |                                       | 148                                   |                                                     |
| 2002年（平成14年） |                   | 16                                    | 12,480                                | 17,661                                | 142                                   |                                                     |
| 2003年（平成15年） |                   | 16                                    | 12,480                                | 18,589                                | 149                                   |                                                     |
| 2004年（平成16年） | 647,573           |                                       |                                       |                                       | 157                                   |                                                     |
| 2005年（平成17年） | 681,623           |                                       |                                       |                                       | 155                                   |                                                     |
| 2006年（平成18年） | 720,162           |                                       |                                       |                                       | 158                                   |                                                     |
| 2007年（平成19年） | 781,487           | 19                                    | 14,820                                | 26,385                                | 178                                   |                                                     |
| 2008年（平成20年） | 796,257           | 19                                    | 14,820                                |                                       | 152                                   |                                                     |
| 2009年（平成21年） | 792,256           | 19                                    | 14,820                                | 23,978                                | 162                                   |                                                     |
| 2010年（平成22年） | 795,461           | 20                                    | 15,600                                | 22,860                                | 147                                   |                                                     |
| 2011年（平成23年） | 780,714           | 20                                    | 15,600                                | 24,142                                | 155                                   |                                                     |
| 2012年（平成24年） | 825,666           | 20                                    | 15,600                                | 22,864                                | 147                                   |                                                     |
| 2013年（平成25年） | 859,196           | 20                                    | 15,600                                | 23,045                                | 148                                   |                                                     |
| 2014年（平成26年） | 878,960           | 20                                    | 15,600                                | 22,799                                | 146                                   |                                                     |
| 2015年（平成27年） | 914,012           | 20                                    | 15,600                                | 23,836                                | 153                                   |                                                     |
| 2016年（平成28年） | 933,621           | 20                                    | 15,600                                | 24,163                                | 155                                   |                                                     |
| 2017年（平成29年） | 956,041           | 20                                    | 15,600                                | 24,483                                | 157                                   |                                                     |
| 2018年（平成30年） | 976,957           | 20                                    | 15,600                                | 24,726                                | 159                                   |                                                     |

## 車站列表
- 所有車站皆位於東京都內。
- 車站編號往B線（外環）方向增加。

| 車站編號 | 中文站名                    | 日文站名 | 英文站名 | 站間距離 | 累計距離 | 接續路線 | 所在地 |
| -------- | --------------------------- | -------- | -------- | -------- | -------- | --- | ------ |
| E-28     | 都廳前                      |          |          | -        | 0.0      | 都營地鐵： 大江戶線（光丘方向、六本木方向） | 新宿區 |
| E-01     | 新宿西口                    |          |          | 0.8      | 0.8      | 東京地鐵： 丸之內線（新宿：M-08） 東日本旅客鐵道： 埼京線（新宿：JA11）、 湘南新宿線（新宿：JS20）、 中央線（快速）（新宿：JC05）、 中央線（各站停車）（新宿：JB10）、 山手線（新宿：JY17） 京王電鐵： 京王線（新宿：KO01）、 京王新線（新線新宿：KO01） 小田急電鐵： 小田原線（新宿：OH01） 西武鐵道： 新宿線（西武新宿：SS01） | 新宿區 |
| E-02     | 東新宿                      |          |          | 1.4      | 2.2      | 東京地鐵： 副都心線（F-12） | 新宿區 |
| E-03     | 若松河田                    |          |          | 1.0      | 3.2      | | 新宿區 |
| E-04     | 牛込柳町                    |          |          | 0.6      | 3.8      | | 新宿區 |
| E-05     | 牛込神樂坂                  |          |          | 1.0      | 4.8      | | 新宿區 |
| E-06     | 飯田橋                      |          |          | 1.0      | 5.8      | 東京地鐵： 東西線（T-06）、 有樂町線（Y-13）、 南北線（N-10） 東日本旅客鐵道： 中央線（各站停車）（JB16） | 文京區 |
| E-07     | 春日 （文京市民中心前）     |          |          | 1.0      | 6.8      | 都營地鐵： 三田線（I-12） 東京地鐵： 丸之內線（後樂園：M-22）、 南北線（後樂園：N-11） | 文京區 |
| E-08     | 本鄉三丁目                  |          |          | 0.8      | 7.6      | 東京地鐵： 丸之內線（M-21） | 文京區 |
| E-09     | 上野御徒町                  |          |          | 1.1      | 8.7      | 東京地鐵： 銀座線（上野廣小路：G-15）、 日比谷線（仲御徒町：H-17） 東日本旅客鐵道： 山手線（御徒町：JY04）、 京濱東北線（御徒町：JK29） | 台東區 |
| E-10     | 新御徒町                    |          |          | 0.8      | 9.5      | 首都圈新都市鐵道： 筑波快線（TX02） | 台東區 |
| E-11     | 藏前                        |          |          | 1.0      | 10.5     | 都營地鐵： 淺草線（A-17） | 台東區 |
| E-12     | 兩國 （江戶東京博物館前）   |          |          | 1.2      | 11.7     | 東日本旅客鐵道： 總武線（各站停車）（JB21） | 墨田區 |
| E-13     | 森下                        |          |          | 1.0      | 12.7     | 都營地鐵： 新宿線（S-11） | 江東區 |
| E-14     | 清澄白河                    |          |          | 0.6      | 13.3     | 東京地鐵： 半藏門線（Z-11） | 江東區 |
| E-15     | 門前仲町                    |          |          | 1.2      | 14.5     | 東京地鐵： 東西線（T-12） | 江東區 |
| E-16     | 月島                        |          |          | 1.4      | 15.9     | 東京地鐵： 有樂町線（Y-21） | 中央區 |
| E-17     | 勝鬨                        |          |          | 0.8      | 16.7     | | 中央區 |
| E-18     | 築地市場                    |          |          | 1.5      | 18.2     | | 中央區 |
| E-19     | 汐留 （SIO-SITE）           |          |          | 0.9      | 19.1     | 百合鷗： 臨海線（U-02） | 港區   |
| E-20     | 大門 （濱松町）             |          |          | 0.9      | 20.0     | 都營地鐵： 淺草線（A-09） 東日本旅客鐵道： 山手線（濱松町：JY28）、 京濱東北線（濱松町：JK23） 東京單軌電車： 羽田機場線（單軌電車濱松町：MO01） | 港區   |
| E-21     | 赤羽橋                      |          |          | 1.3      | 21.3     | | 港區   |
| E-22     | 麻布十番                    |          |          | 0.8      | 22.1     | 東京地鐵： 南北線（N-04） | 港區   |
| E-23     | 六本木                      |          |          | 1.1      | 23.2     | 東京地鐵： 日比谷線（H-04） | 港區   |
| E-24     | 青山一丁目                  |          |          | 1.3      | 24.5     | 東京地鐵： 銀座線（G-04）、 半藏門線（Z-03） | 港區   |
| E-25     | 國立競技場 （東京體育館前） |          |          | 1.2      | 25.7     | 東日本旅客鐵道： 中央線（各站停車）（千駄谷：JB12） | 新宿區 |
| E-26     | 代代木                      |          |          | 1.5      | 27.2     | 東日本旅客鐵道： 中央線（各站停車）（JB11）、 山手線（JY17） | 澀谷區 |
| E-27     | 新宿                        |          |          | 0.6      | 27.8     | 都營地鐵： 新宿線（S-01） 東日本旅客鐵道： 埼京線（JA11）、 湘南新宿線（JS20）、 中央線（快速）（JC05）、 中央線（各站停車）（JB10）、 山手線（JY17） 京王電鐵： 京王線（新宿：KO01）、 京王新線（新線新宿：KO01） 小田急電鐵： 小田原線（新宿：OH01） 西武新宿線的西武新宿站與丸之內線的新宿站沒有連絡業務。                    | 澀谷區 |
| E-28     | 都廳前                      |          |          | 0.8      | 28.6     | 都營地鐵： 大江戶線（飯田橋、兩國方向） | 新宿區 |
| E-29     | 西新宿五丁目 （清水橋）     |          |          | 0.8      | 29.4     | | 新宿區 |
| E-30     | 中野坂上                    |          |          | 1.2      | 30.6     | 東京地鐵： 丸之內線（本線、方南町支線）（M-06） | 中野區 |
| E-31     | 東中野                      |          |          | 1.0      | 31.6     | 東日本旅客鐵道： 中央線（各站停車）（JB08） | 中野區 |
| E-32     | 中井                        |          |          | 0.8      | 32.4     | 西武鐵道： 新宿線（SS04） | 新宿區 |
| E-33     | 落合南長崎                  |          |          | 1.3      | 33.7     | | 新宿區 |
| E-34     | 新江古田                    |          |          | 1.6      | 35.3     | | 中野區 |
| E-35     | 練馬                        |          |          | 1.6      | 36.9     | 西武鐵道： 池袋線、 西武有樂町線、 豐島線（SI06） | 練馬區 |
| E-36     | 豐島園                      |          |          | 0.9      | 37.8     | 西武鐵道： 豐島線（SI39） | 練馬區 |
| E-37     | 練馬春日町                  |          |          | 1.5      | 39.3     | | 練馬區 |
| E-38     | 光丘                        |          |          | 1.4      | 40.7     | | 練馬區 |

1. 1 2  轉乘需在地面步行
2. 1 2  沒有連絡業務

## 外部連結
- 東京都交通局（页面存档备份，存于）